# Fentbach
Fentbach ist ein Gemeindeteil der Gemeinde Weyarn im oberbayerischen Landkreis Miesbach.

## Geographie
Das Dorf Fentbach liegt nördlich des Hauptortes Weyarn an der Kreisstraße MB20. Südlich des Ortes verlaufen die Bundesautobahn 8 und die Staatsstraße 2073, westlich fließt die Mangfall und östlich der Moosbach.

## Baudenkmäler
In der Liste der Baudenkmäler in Weyarn sind für Fentbach sechs Baudenkmäler aufgeführt, darunter
- die östlich im Ort gelegene Kapelle Heilige Drei Könige, ein kleiner Bau aus dem Jahr 1884 mit giebelseitigem Dachreiter.

## Bodendenkmäler
- Fentbach-Schanze